# Собор Святого Николая (Любляна)
Собор Святого Николая — католический собор в городе Любляна, Словения. Кафедральный собор
архиепархии Любляны, памятник архитектуры. Освящён во имя святого Николая Мирликийского.
Собор расположен в самом центре словенской столицы на площади Кирилла и Мефодия (Ciril-Metodov trg) неподалёку от здания люблянской ратуши и городского рынка. Современное здание возведено в XVIII веке.
Собор Святого Николая стоит на месте более древней романской церкви, самое старое упоминание о которой относится к 1262 году. После пожара 1361 года церковь была отстроена в барочном стиле. В 1461 году Любляна стала центром епархии, а церковь св. Николая получила статус собора. Однако уже через 8 лет в 1469 году церковь вновь сгорела, предположительно от поджога, организованного турками
Решение о постройке нового собора было принято в начале XVIII века. Инициатором решения был декан Янез Антон Дольничар, чей портрет кисти Анджело Путти, находится в соборе. Проект барочного собора, существенно превосходящего размерами предыдущий, был выполнен знаменитым итальянским архитектором Андреа дель Поццо. К середине века весь собор за исключением купола был готов. В церкви в этот период был помещён фальшивый живописный купол, а настоящий построен только в 1841 году, после чего собор приобрёл современный облик.
В интерьере собора особо выделяются фрески на стенах и своде, выполненные Джулио Квальо (Giulio Quaglio) в 1720-х годах и Матевжем Лангусом в 1840-х годах. Отдельные элементы внутреннего убранства добавлялись в интерьер позднее, так в XX веке в соборе были установлены новые двери главного входа, на которых размещены сюжеты из истории Словении. Также в XX веке в соборе появились кафедра епископа и крестильная купель, выполненные Йоже Плечником.

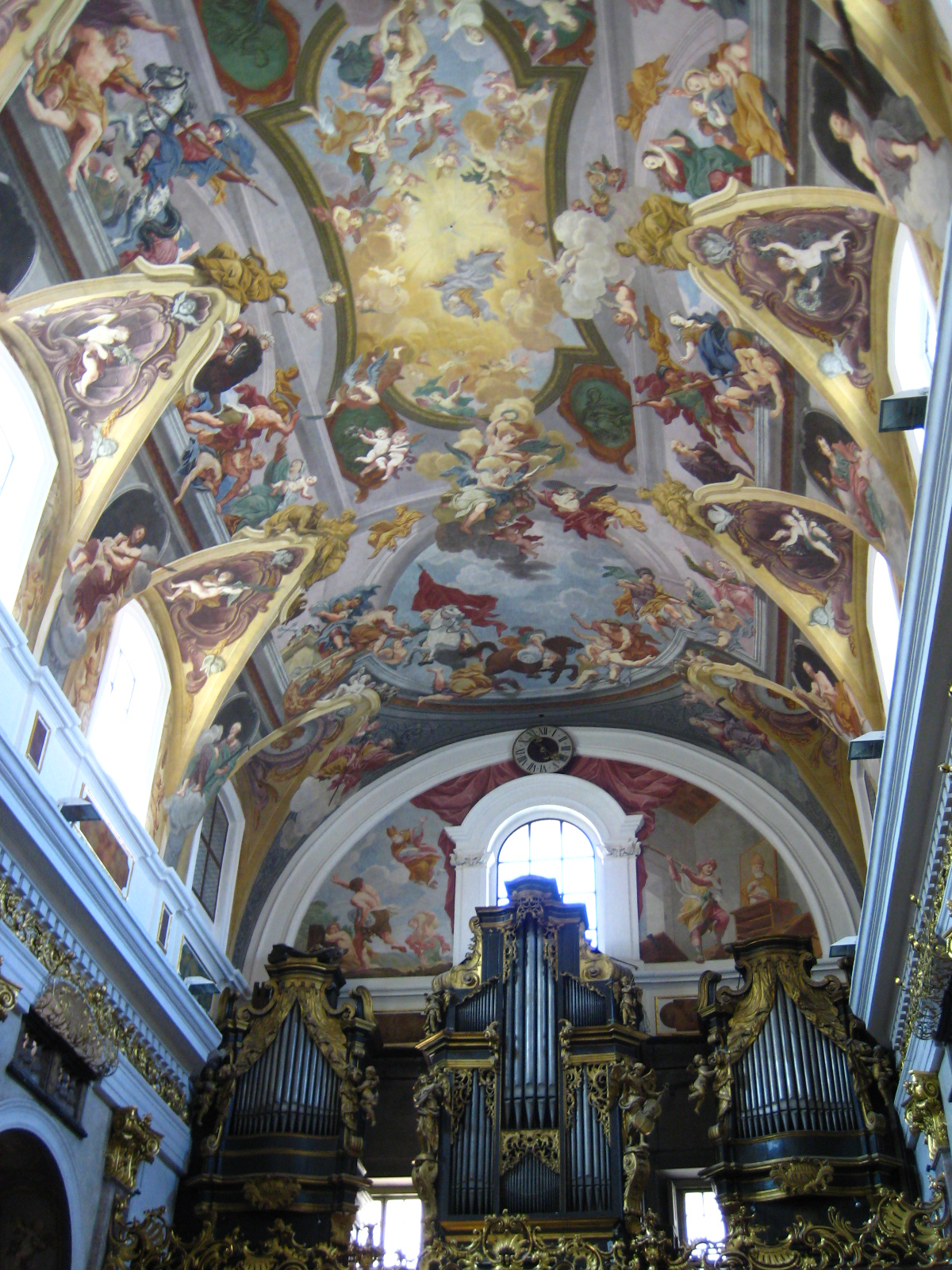
Свод, расписанный фресками и орган собора
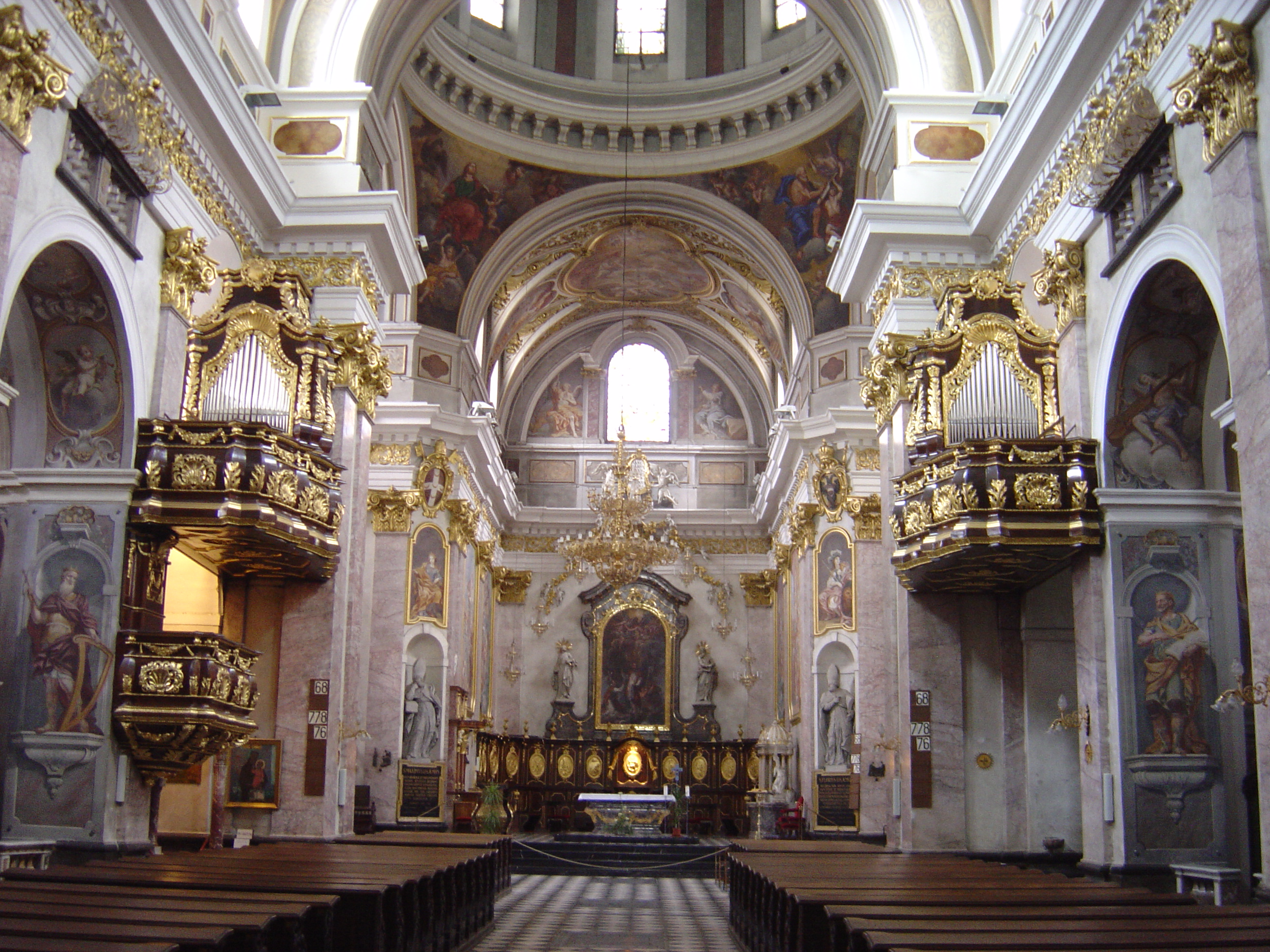
Интерьер